# Chorthippus bellus
Chorthippus bellus är en insektsart som beskrevs av Zhang, Fengling och Xingbao Jin 1985. Chorthippus bellus ingår i släktet Chorthippus och familjen gräshoppor. Inga underarter finns listade i Catalogue of Life.